# Helvetia riojanensis
Helvetia riojanensis là một loài nhện trong họ Salticidae.
Loài này thuộc chi Helvetia. Helvetia riojanensis được María Elena Galiano miêu tả năm 1965.